# Stéphanie Jiménez
Stéphanie Jiménez (Albi, Llenguadoc, 17 de desembre de 1974) és una corredora de muntanya occitana i amb passaport andorrà. Porta competint a la Copa del Món de curses de muntanya des de 2006, acabant en cada ocasió entre els cinc primers llocs. La seva primera victòria del circuit internacional fou l'any 2007, quan va guanyar la OSJ Ontake SkyRace al Mont Ontake, al Japó. Pertany a l'equip de curses de muntanya Salomon Santiveri Outdoor Team.

## Resultats seleccionats
- 2001:
  - 1r lloc a la Maratón de Montaña del Mulhacén (Espanya) rècord de la cursa

- 2002:
  - 4t lloc al Campionat de França
  - 6è lloc a la Copa de França

- 2004:
  - 1r lloc a la Marató de Muntanya Pica d'Estats

- 2005:
  - 2n lloc a la Cursa de Vallnord Andorra "Copa d'Espanya"
  - 1r lloc a la Marató de Muntanya Pica d'Estats
  - 1r lloc a la Copa d'Andorra

- 2006:
  - 5è lloc a la Copa del Món de curses de muntanya de 2006
  - 3r lloc a la Ontake Sky Race (Japó)
  - 4t lloc a la SkyRace Andorra
  - 3r lloc al Sentiero delle Grigne (Itàlia)
  - 1r lloc a la Torre de Collserola
  - 1r lloc al Kilòmetre Vertical de Canillo
  - 1r lloc al Cross de la Pica d'Estats
  - 1r lloc a La Cuita al Sol rècord de la cursa
  - 1r lloc a la Copa d'Andorra

- 2007:
  - 4t lloc al Campionat d'Europa (Valmalenco)
  - 3r lloc a la Copa del Món de curses de muntanya de 2007
  - 3r lloc a la Marató de Berga
  - 2n lloc a les Dolomites
  - 1r lloc a la Ontake Sky Race (Japó)
  - 3r lloc a la Zegama-Aizkorri (País Basc)
  - 1r lloc al Kilòmetre Vertical de Canillo
  - 1r lloc al Kilòmetre Vertical de Baqueira
  - 1r lloc a la Cursa Vertical Era Pujada Baqueira
  - 1r lloc a La Cuita al Sol rècord de la prova
  - 4t lloc a la Torre de Collserola

- 2008:
  - 3r lloc al Campionat d'Europa (Zegama)
  - 4t lloc a la Copa del Món de curses de muntanya de 2008
  - 2n lloc la Marató de Berga
  - 3r lloc a la Valmalenco-Valposchiavo (Itàlia)
  - 2n lloc a la Ben Nevis Race (Escòcia)
  - 2n lloc a la SkyRace Andorra
  - 1r lloc al Giir di Mon (Itàlia)
  - 1r lloc al Kilòmetre Vertical de Canillo
  - 1r lloc a la Cursa Vertical Granvalira Andorra
  - 1r lloc a la Cursa Pic del Vent
  - 2n lloc a la Torre de Collserola

- 2009:
  - 3r lloc a la Copa del Món de curses de muntanya de 2009
  - 2n lloc a la Irazu Sky Race (Costa Rica)
  - 3r lloc a la Zegama-Aizkorri (País Basc)
  - 5è lloc a la SkyRace Valmalenco-Valposchiavo (Itàlia)
  - 2n lloc a la SkyRace GrandValira (Andorra)
  - 4t lloc a la Monterosa SkyRace
  - 1r lloc al Giir di Mon (Itàlia)
  - 1r lloc a la Skyrace Ortles Cevedale rècord de la prova en 2:46:08
  - 1r lloc de la Marathon du Montcalm-Pica d'Estats
  - 6è lloc de la Ben Navis Race (Escòcia)
  - 2n lloc a la Puyada a Oturia (Espanya)
  - 3r lloc a la Mount Kinabalu (Malàisia)